# Chiesa dei Frati Minori Conventuali
La chiesa dei Frati Minori Conventuali (in francese: église des Cordeliers) è la chiesa francescana che sorge nel centro storico di Friburgo, poco lontana dalla cattedrale di San Nicola. La sua storia e le opere d'arte che conserva la rendono un monumento di particolare interesse.

## Storia
La costruzione della chiesa dei cordeliers (vale a dire dei Frati Minori Conventuali) ebbe inizio, assieme al convento, nel 1256 quando il friburgese Jacques von Riggisberg donò a tale ordine francescano la propria casa e il terreno circostante in modo che si potesse fondare un nuovo convento.
Nel 1275 la prima parte della chiesa conventuale era in gran parte terminata ed entro la fine del secolo anche i 66 stalli lignei del coro (che ancora si possono ammirare) risultavano installati.
Alla fine del XIV secolo vennero intrapresi altri lavori riguardanti il coro, le navate e il convento che diedero al complesso il suo definitivo aspetto gotico.
Nel secolo XV il convento francescano conobbe un grande sviluppo integrandosi ampiamente con la vita della città di Friburgo: vi si gestiva l'archivio cittadino, si tenevano assemblee e venivano accolti ospiti di riguardo. Fu questo (assieme ai primi due decenni del XVI secolo) il periodo più fiorente del convento anche per quanto riguarda l'accrescimento del suo patrimonio artistico, in particolare con gli affreschi del chiostro e con i preziosi retablo che trovano posto nella chiesa.
A partire dal 1712 il convento cambiò fisionomia per adattarsi all'ormai dominante gusto barocco. 
Nel 1745 l'architetto friburghese Hans Fasel il Giovane ristrutturò completamente l'interno della chiesa sostituendo le tre navate originarie con una navata unica, dal soffitto piatto, sostenuta da colonne che inquadrano le cappelle laterali. Il frate francescano Anton Pfister di Lucerna edificò i numerosi eleganti altari laterali in stucco colorato. Nel 1747 venne collocato nella tribuna della chiesa un nuovo organo costruito da Johann Conrad Speisegger. Anche la facciata venne adattata al gusto barocco; solo il coro con l'abside poligonale (disegnata su 5 lati i un ottagono) e con le sue volte ogivali ha mantenuto nel tempo l'aspetto gotico.
Nelle ristrutturazioni settecentesche vennero sacrificati anche gli edifici conventuali che erano raccolti attorno al chiostro in favore di una costruzione unica, impropriamente poi ingrandita nel 1937.

## Interno della chiesa
La chiesa conserva al proprio interno numerose opere di notevole valore artistico a cominciare da quelle che occupano lo spazio gotico del presbiterio. I 66 stalli di legno di quercia, disposti su due file, databili verso il 1300, con interessanti intagli nei dossali, nei braccioli e nelle "misericordie" (sotto la parte ribaltabile dei sedili), sono fra i più antichi e integri che si conservino in Svizzera.
Al centro del coro è posto a ornamento dell'altare maggiore il retablo eseguito nel 1479-1480 dai cosiddetti «Maîtres à l'Oeillet», Maestri del Garofano (gruppo di artisti svizzeri che "firmano" le loro opere di carattere religioso con garofani rossi e bianchi. Nel pannello centrale è raffigurato il gruppo della Crocifissione con quattro santi francescani; le ante mostrano, se aperte, le scene dell'Adorazione dei Pastori e l'Adorazione dei Magi, se chiuse, mostrano la Annunciazione con le sante Chiara e Elisabetta d'Ungheria. Lo stile riflette l'influenza della pittura fiamminga allora prevalente in Svizzera e in Germania e in tutta l'Europa centrale.
Sempre nel coro, a destra, è posto il retablo di Sant'Antonio da Padova opera del pittore friburghese Hans Fries (1506). Di tale opera si sono conservate le due ante esterne e la predella che mostrano scene della vita del santo, tra cui la morte dell'usuraio.
Sopra l'altare della prima cappella laterale destra troviamo ancora un retablo in legno scolpito e dorato che porta il nome del donatore, Jean de Furno (1509-1513). La raffigurazione della Crocifissione al centro e dell'adorazione dei pastori e dei magi nelle ante laterali mostrano un debito stilistico verso le incisioni di Durer. Nella predella dipinta è raffigurata la Dormitio Virginis.
Nella stessa cappella troviamo la statua in arenaria, di grandezza superiore al naturale, del Cristo alla colonna (1438), bell'esempio di scultura gotica connotata da tratti di grande vigore espressivo.

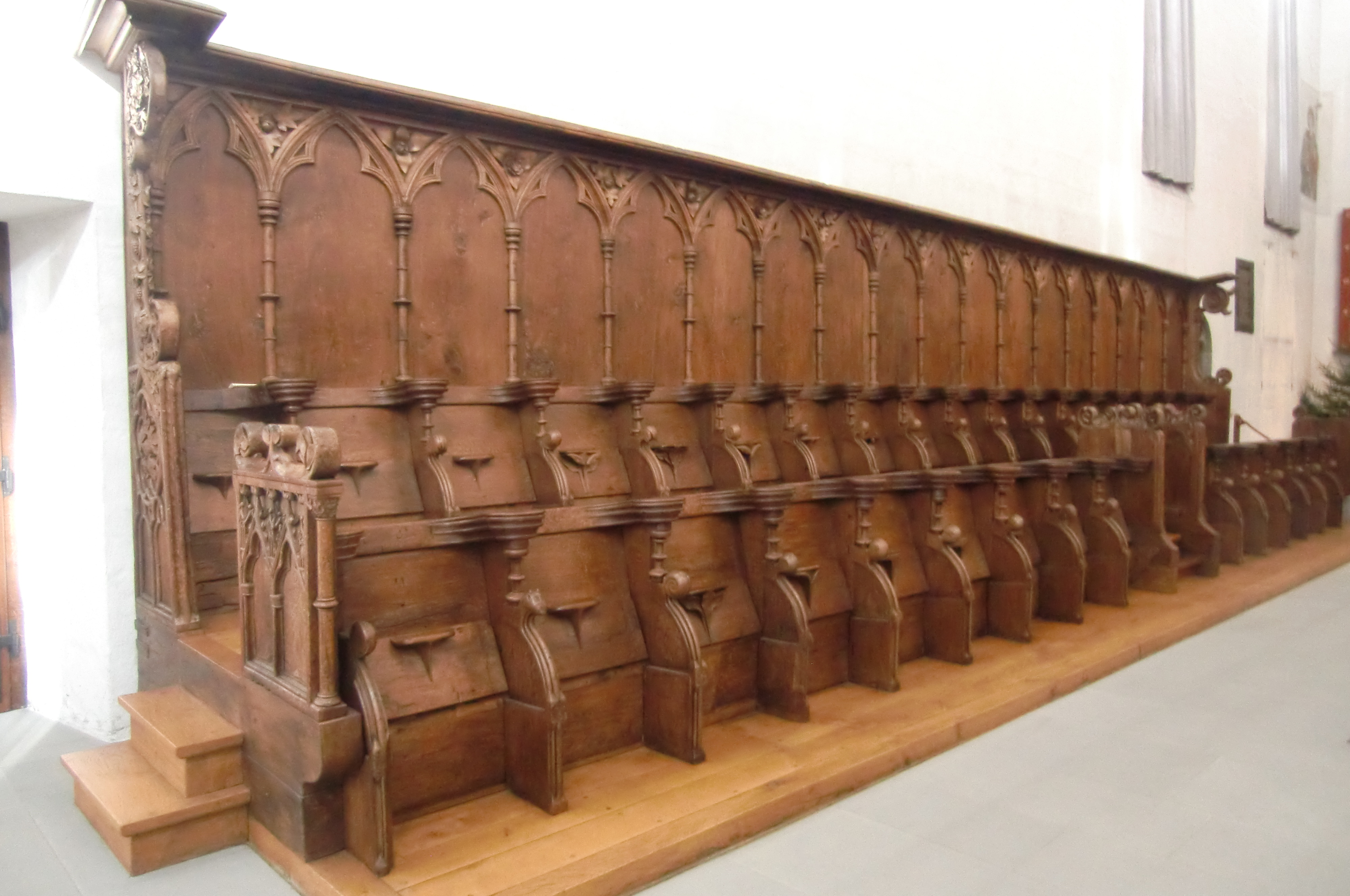
Stalli del coro, fine XIII secolo
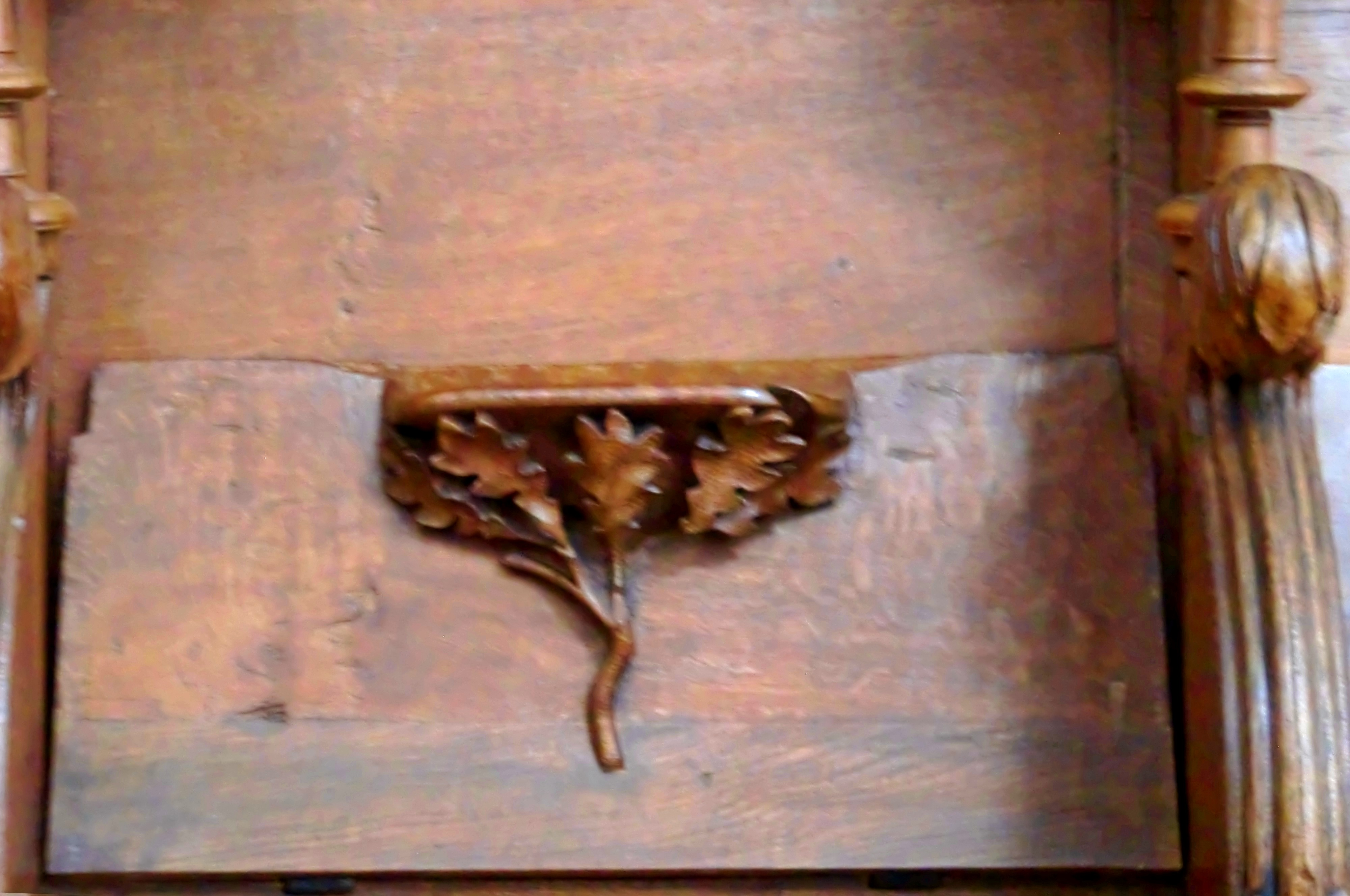
Stalli del coro, una "misericordia", fine XIII secolo
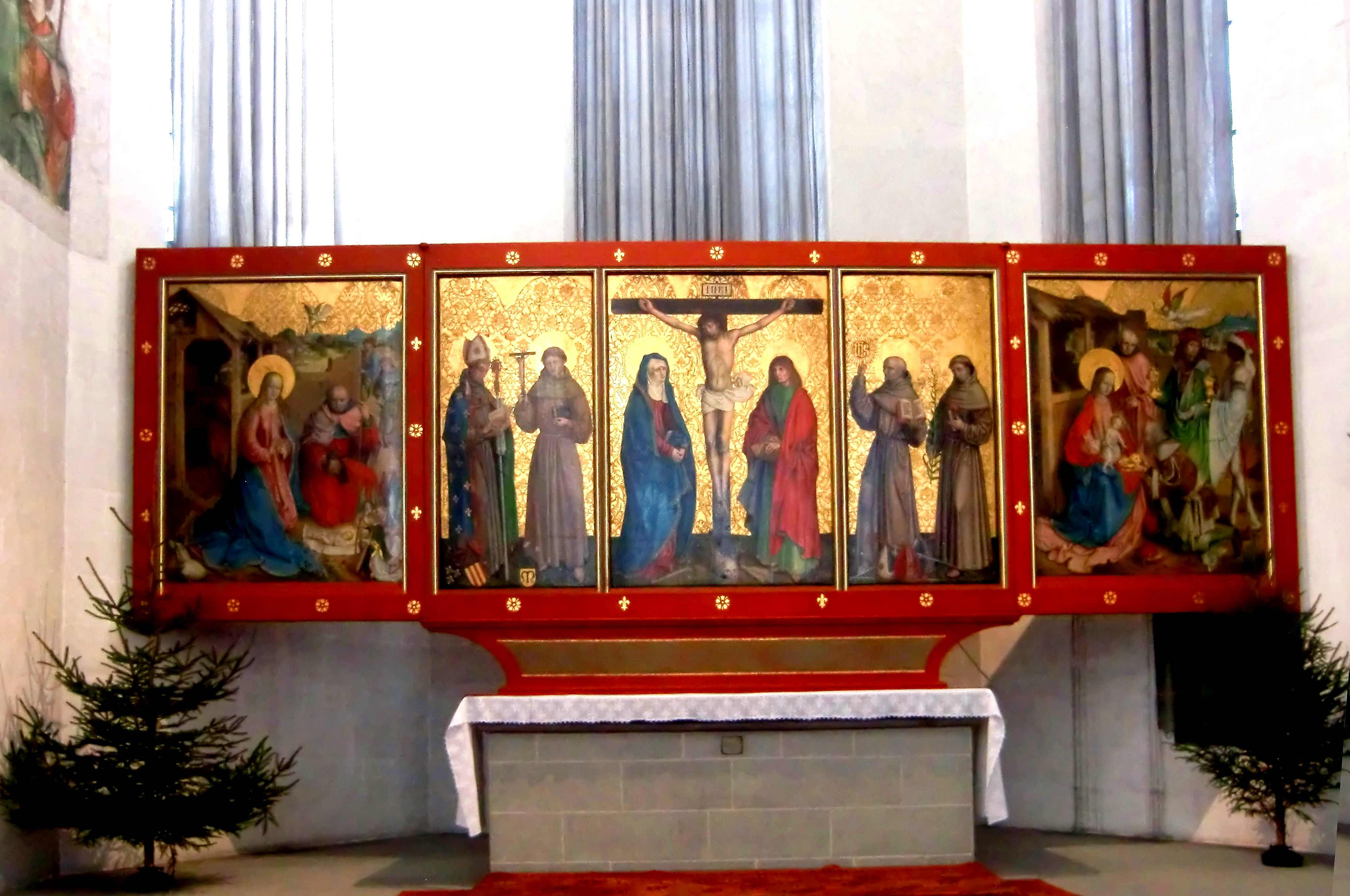
Maestri del Garofano, Retablo dell'altare maggiore, 1479-1480
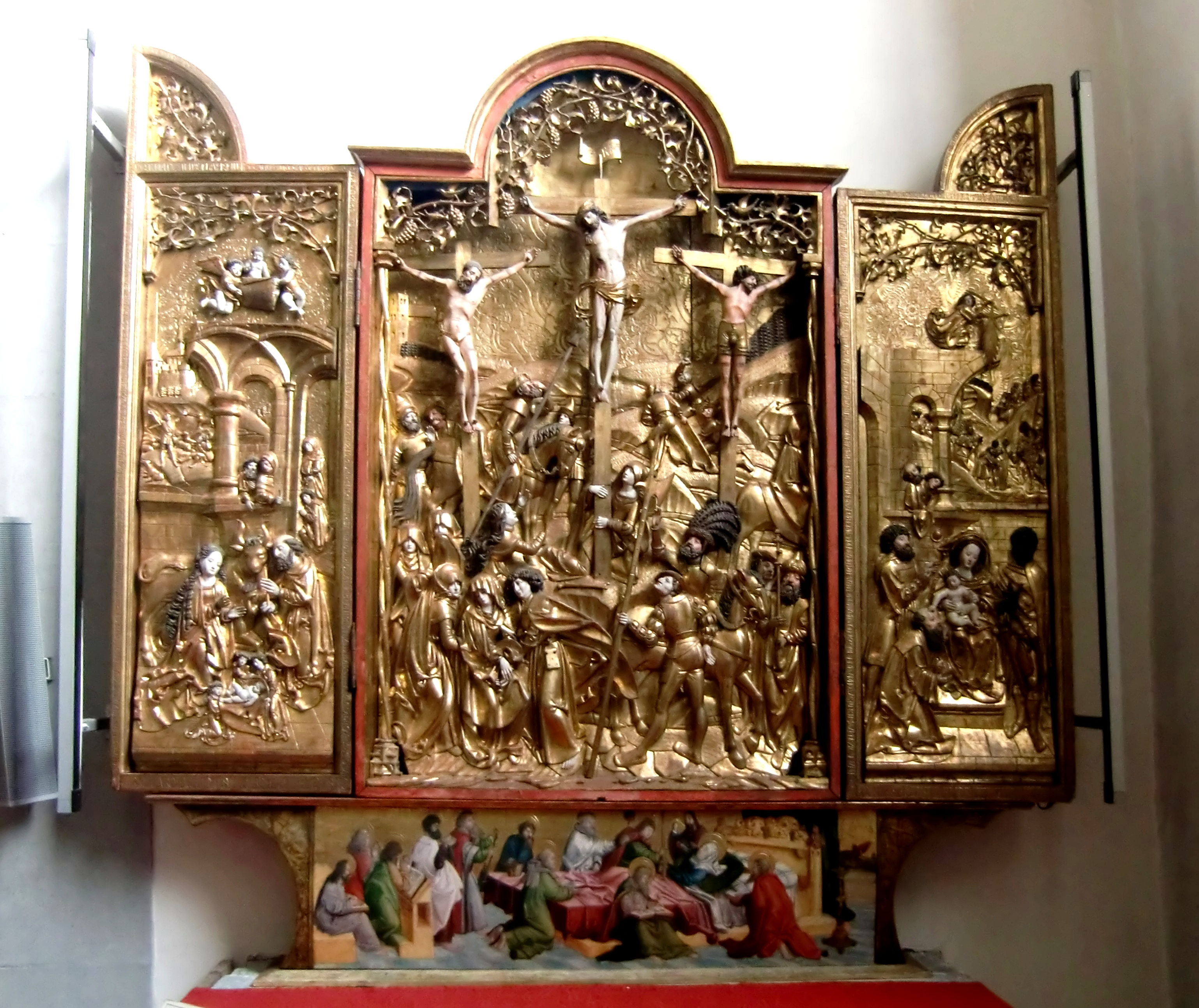
Autore ignoto, Retablo di Jean de Furno, 1509-13
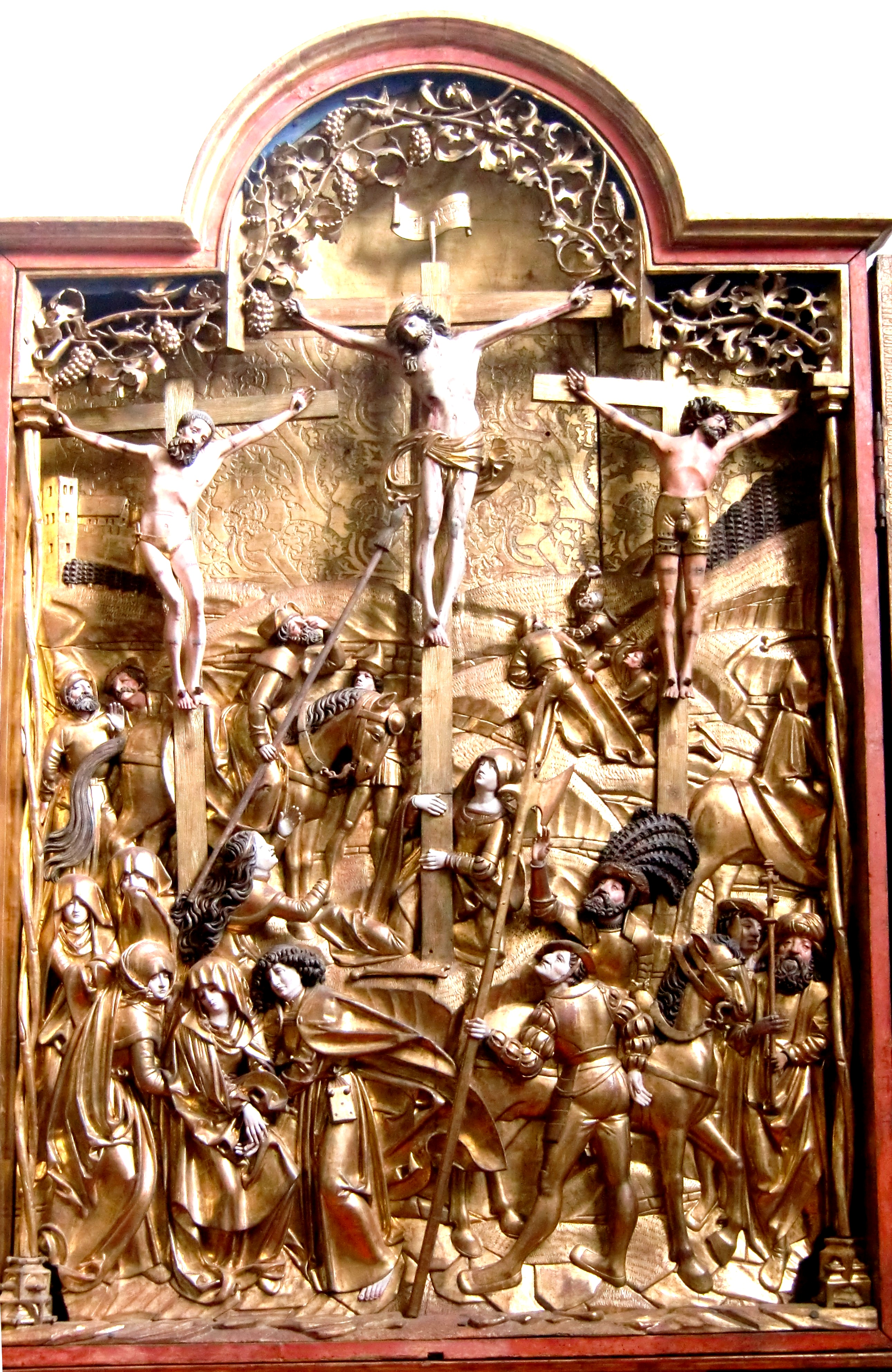
Autore ignoto, Retablo di Jean de Furno, pannello centrale, 1509-13

## Affreschi del Chiostro
In quanto resta del chiostro è possibile osservare un importante ciclo di affreschi che, pur avendo perso gran parte della loro pellicola pittorica (evidenziando così le sinopie), ci consentono di apprezzare l'opera del pittore friburghese Peter Maggenberg eseguita nel 1438-1440. Vi sono raffigurate scene della Vita della Vergine con un linguaggio che mostra quello che è stato il "processo di germanizzazione del gotico internazionale" avvenuto sui due versanti della Alpi occidentali.

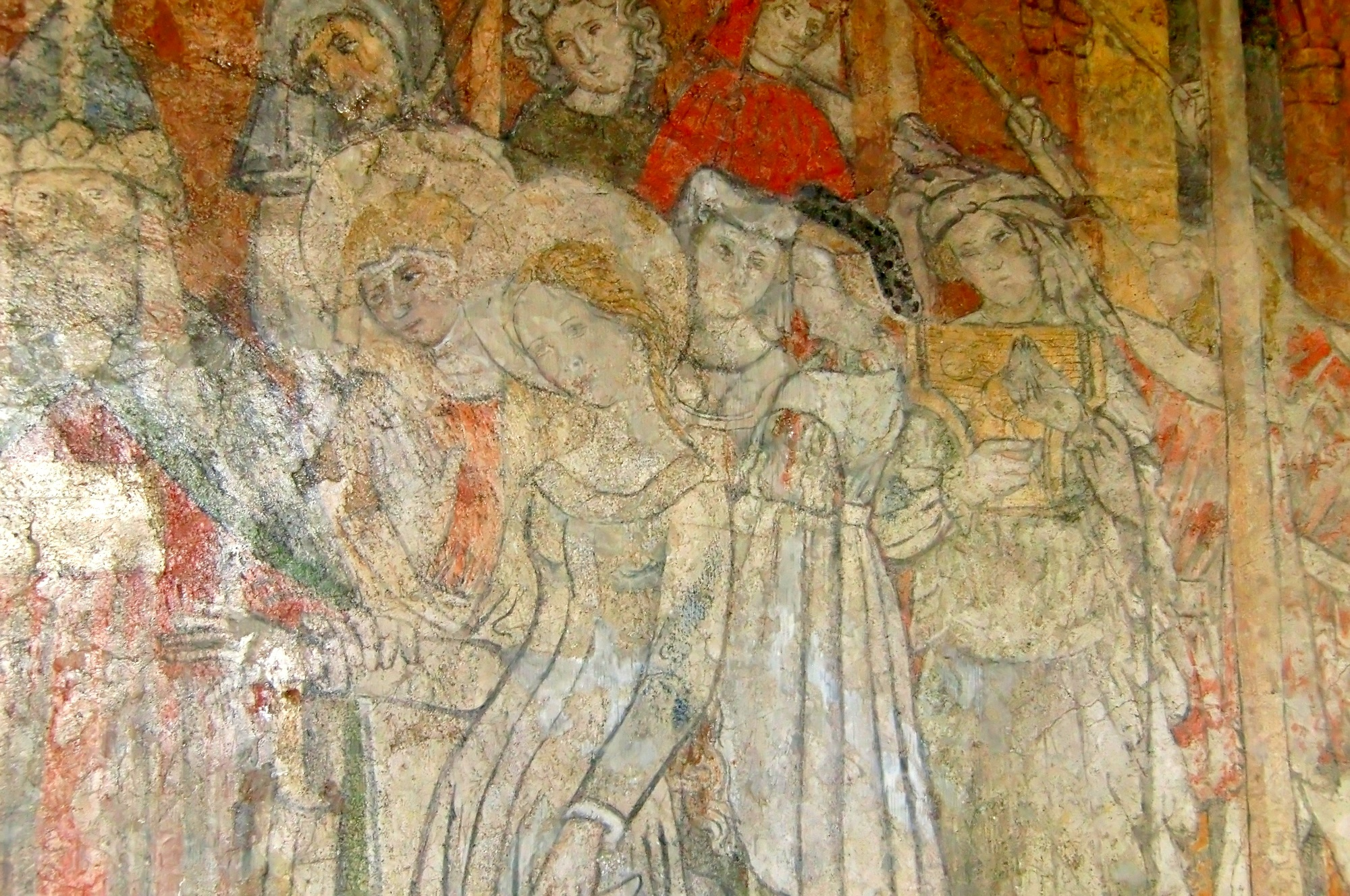
Peter Maggenberg, Sposalizio della Vergine (particolare)
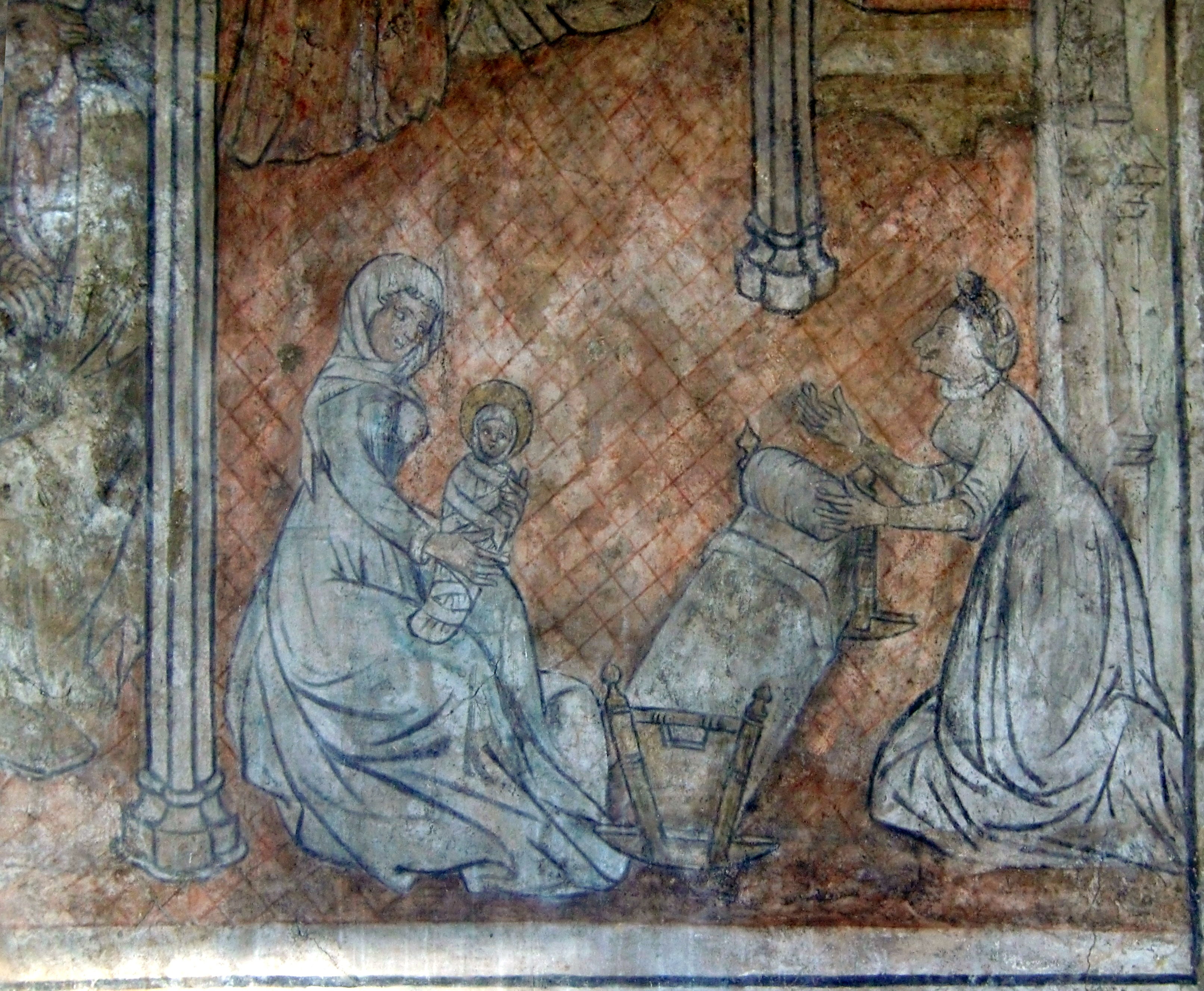
Peter Maggenberg, Nascita della Vergine